# دير عسلة (الحديدة)
دير عسله هي إحدى قرى مديرية الزيدية، التابعة لمحافظة الحديدة اليمنية، بلغ تعداد سكانها 1490 نسمة حسب الإحصاء الذي أجري عام 2004.